# Бакнер, Ричард
Ричард Бакнер (англ. Richard Buckner; 25 октября 1812, Вулидж, Большой Лондон — 12 августа 1883, Лондон) — британский художник, жанрист и портретист.

## Биография
Родился в 1812 году в Вулидже, в семье дворянина, подполковника Королевской артиллерии Ричарда Бакнера (1772—1837), владельца поместья в окрестностях Чичестера, и его жены Мэри. Отец будущего художника в мирное время служил в Вулидже, где располагались казармы королевской артиллерии. 
Увлекшись живописью, Ричард оборудовал себе мастерскую в своём семейном поместье. В 1832—33 годах он весьма недолго служил в армии в чине второго лейтенанта, после чего оставил военную службу и уехал в Рим, где всецело посвятил себя живописи. 

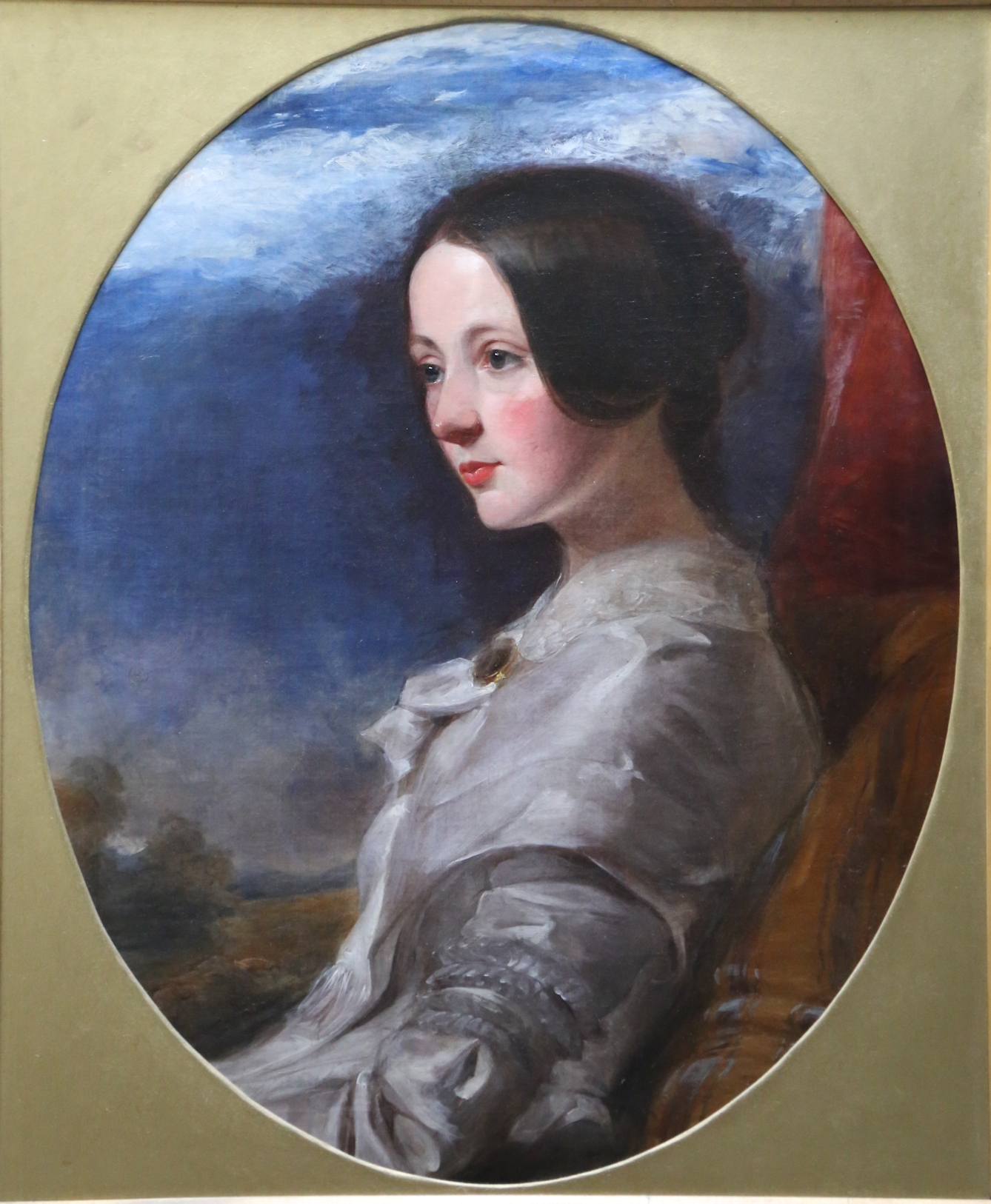
Портрет неизвестной девушки

Вернувшись в Великобританию, приобрёл мастерскую в Лондоне, в престижном районе города, напротив Сент-Джеймсского дворца. 
Сначала писал портретные миниатюры, но затем перешёл на «обычные» портреты. Писал также жанровые сцены, охотно изображал красивых юношей из низших слоёв общества. Сохранившиеся бухгалтерские книги, которые вёл Бакнер, показывают, что с 1840 по 1877 год он получил 989 заказов (большинство из них были выполнены). С 1842 по 1874 год занятия живописью принесли ему, в общей сложности, 67 249 фунтов стерлингов дохода. Кроме того, работы Бакнера при его жизни неоднократно тиражировались гравёрами. Среди заказчиков Бакнера были королева Виктория и принц-консорт Альберт, а также представители британского высшего общества.
Свои работы Бакнер выставлял на ежегодных выставках в Королевской академии художеств в Лондоне (в 1842 году, а затем ежегодно с 1846 по 1877 год; всего выставил 77 картин). Также регулярно выставлялся в Британском институте (всего выставил 22 картины) и в Королевском обществе британских художников (44). Кроме этого, 3 своих работы Бакнер отправлял на выставки в галерею Гровенор и 3 — в Королевскую шотландскую академию в Эдинбург.
Большую часть времени проводил в Англии, однако ещё несколько раз посещал Италию (в основном, Рим), а также Францию (в частности, Дьепп и Булонь). 
Ричард Бакнер скончался в 1883 году в Лондоне. Его работы хранятся в фондах Британского музея, Музея Виктории и Альберта, а также в Виндзорском замке (Британская королевская коллекция) и в восьми музеях под управлением британского Национального фонда.

## Галерея

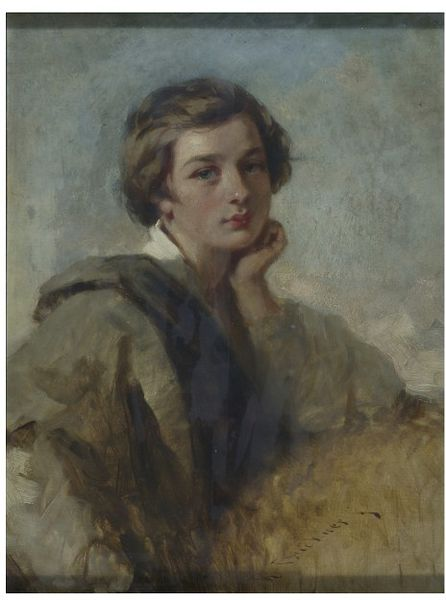
Неизвестный юноша
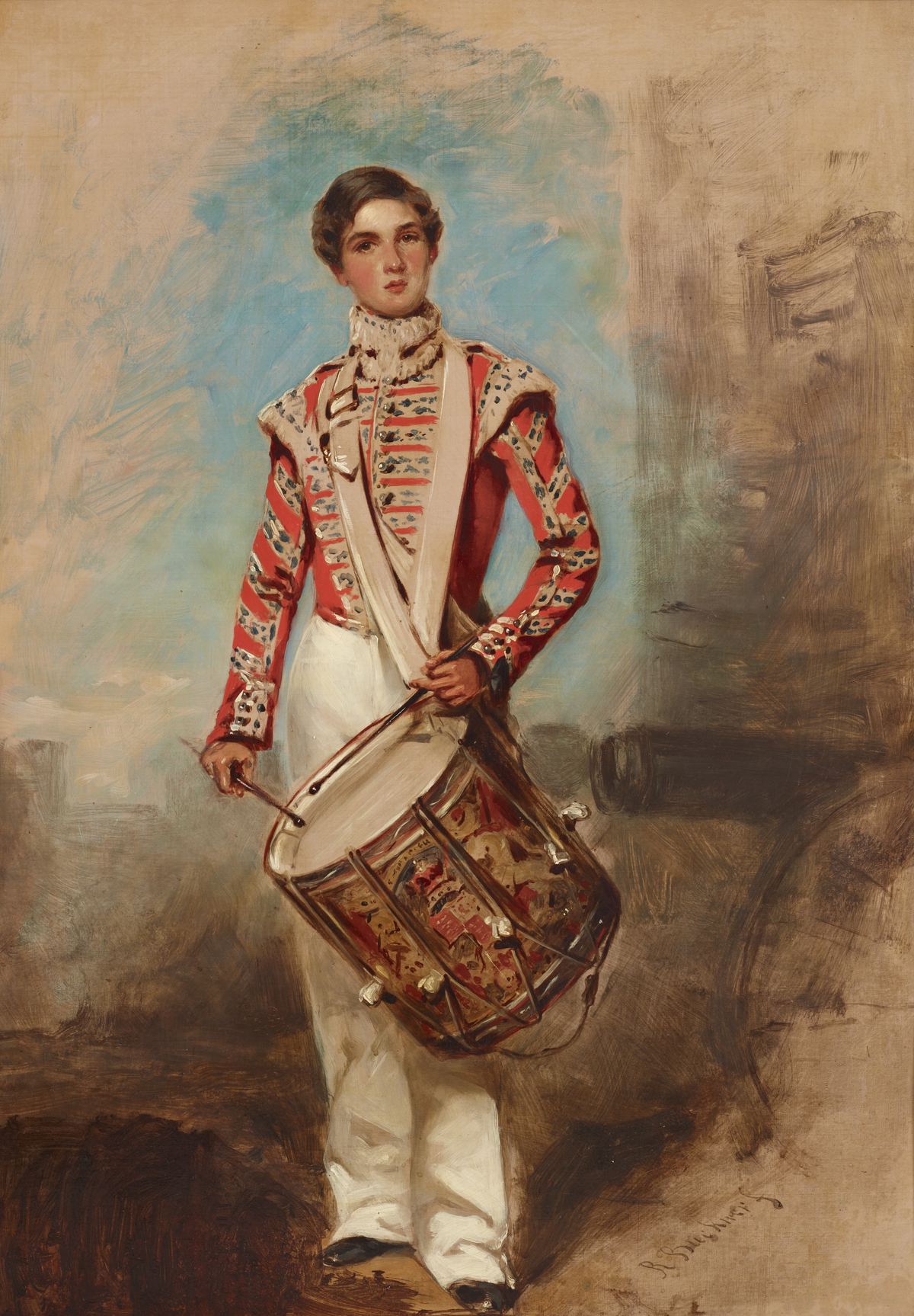
Подросток-барабанщик, принимавший участие в Битве при Балаклаве
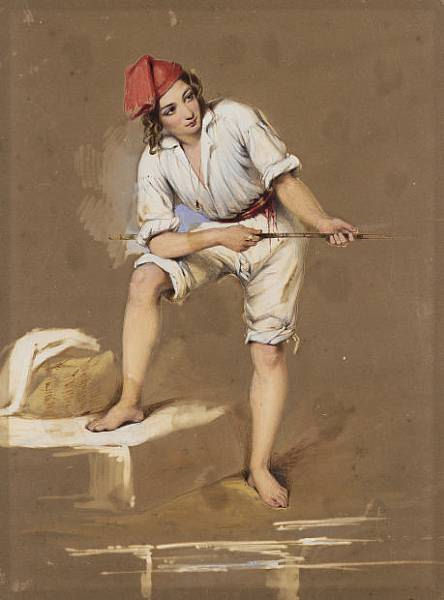
Итальянский рыбак
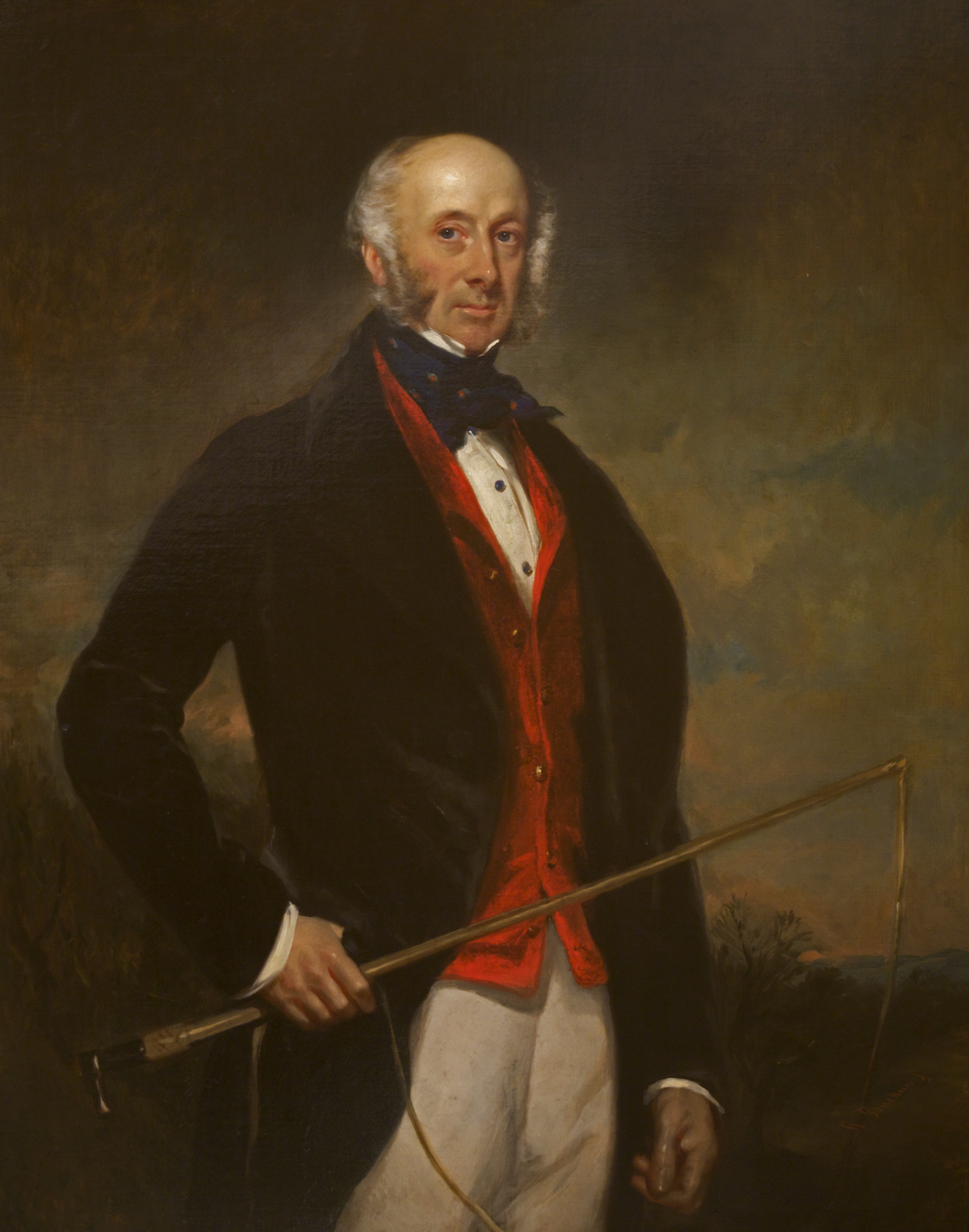
Портрет сэра Чарльза Моргана